# Saint-Hilaire-du-Bois (Gironda)
Saint-Hilaire-du-Bois é uma comuna francesa na região administrativa da Nova Aquitânia, no departamento da Gironda. Estende-se por uma área de 4,41 km². Em 2010 a comuna tinha 78 habitantes (densidade: 17,7 hab./km²).